# Anton Allemann
Anton "Toni" Allemann (Solothurn, 6 de janeiro de 1936 – 3 de agosto de 2008) foi um futebolista e treinador suíço que atuava como atacante.

## Carreira
Anton Allemann fez parte do elenco da Seleção Suíça na Copa do Mundo de 1962. Faleceu de uma taquicardia em 2008.